# RAND Corporation
La RAND Corporation (« Research ANd Development »), fondée en 1948 par la Douglas Aircraft Company pour conseiller l'armée américaine, est une société de conseil et de recherche américaine  qui se donne pour objectif d'améliorer la politique et le processus décisionnel par la recherche appliquée et l'analyse stratégique. Elle a ensuite progressivement élargi son champ d'action en travaillant pour d'autres gouvernements, pour des fondations privées, pour des organisations internationales et pour des entreprises privées, sur des questions de défense et de sécurité ainsi que sur l'économie industrielle en général.
La RAND Corporation est sise aux États-Unis (en Californie et en Louisiane), en Belgique, en Angleterre et en Australie. Elle est considérée comme un laboratoire d'idées (think tank) américain au service de la décision politique et économique. Elle est financée par le gouvernement américain, par des dotations privées, par des entreprises, des universités et des dons de particuliers,. La RAND se caractérise depuis sa fondation par une approche interdisciplinaire et quantitative de la résolution de problèmes, en traduisant des concepts théoriques de l'économie formelle et des sciences en applications nouvelles dans d'autres sphères, c'est-à-dire via les sciences appliquées et la recherche opérationnelle.
La RAND Corporation publie le RAND Journal of Economics, une revue à comité de lecture faisant partie des mieux considérées dans le domaine de l'économie industrielle.

## Historique
RAND est l'acronyme des termes anglais : Research ANd Development (« recherche et développement »).
Fondé en 1945 par l'US Air Force et sous contrat avec la société aéronautique Douglas Aircraft Company, le projet RAND publie le document intitulé Preliminary Design of an Experimental World-Circling Spaceship, une analyse technique traitant des possibilités de conception d'un satellite artificiel capable de tourner autour de la Terre. Elle considère les centrales électriques embarquées, les poids structurels, les valeurs de conception optimums, les trajectoires, la stabilité et l'atterrissage.
Le 14 mai 1948, le Projet RAND se sépare de la Douglas Aircraft Company et devient une organisation indépendante à but non lucratif.
Dotée d'un budget de 230 millions de dollars en 2008 issus de fonds publics comme privés, disposant de bureaux à Bruxelles et Doha au Qatar, elle emploie à cette date 1 500 personnes dont moitié d'analystes et de chercheurs dans de nombreux domaines.

## Réalisations

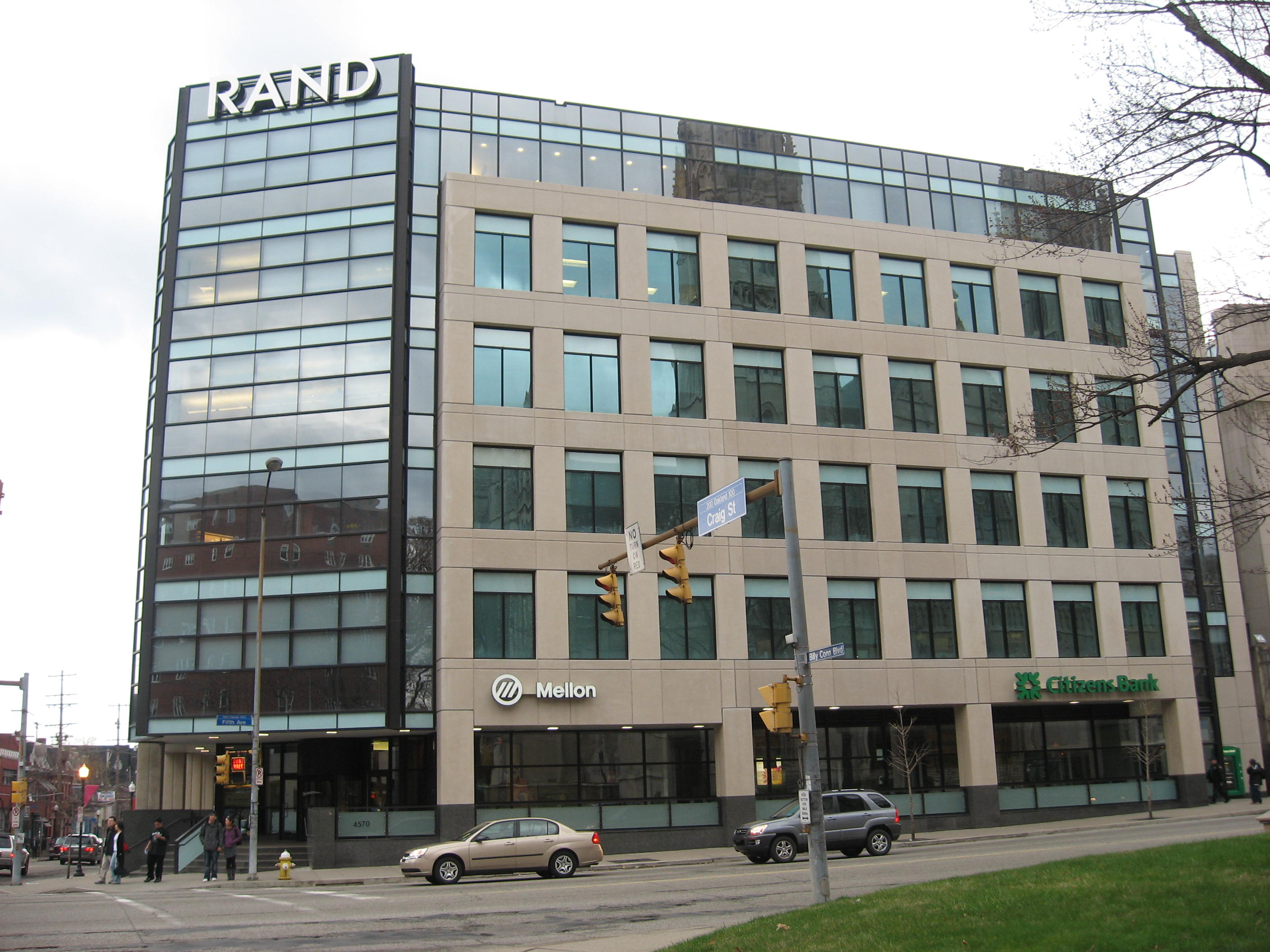
Immeuble de RAND Corporation à Pittsburgh.

La RAND corporation s'est imposée sur le marché du conseil par sa démarche d'analyse des systèmes, où elle a notamment promu la simulation par jeu,. Elle revendique d'importantes contributions au développement du programme spatial des États-Unis, de l'informatique et de l'intelligence artificielle, et il est vrai que plusieurs chercheurs de la RAND ont contribué aux principes fondateurs de l'Internet.
Depuis 1948, elle a édité plus de 10 000 livres et publications. Ses secteurs de recherche fondamentale sont les suivants :
- Jeunesse ;
- Éducation ;
- Énergie et environnement ;
- Transport et infrastructure ;
- Science et technologie ;
- Santé et services médicaux ;
- Toxicomanie ;
- Population et vieillissement ;
- Justice ;
- Sécurité publique ;
- Terrorisme et sécurité intérieure ;
- Affaires internationales ;
- Économie industrielle.

### Tablette RAND
Cet écran graphique, développé en 1964 par la RAND, passe pour le premier terminal muni d'un stylet pour la saisie des données, conçu pour diffusion à grande échelle. Il a été produit par la Defense advanced Research Projects Agency. On connectait cette tablette au terminal d'un ordinateur ou à un écran d'oscilloscope : l'écran enregistrait les mouvements du stylet et les reproduisait sur l'écran de l'ordinateur.
Le développement de ce périphérique à la RAND avait débuté avec les études d'Ivan Sutherland et son équipe sur le Sketchpad, afin que l'utilisateur puisse saisir directement son programme depuis la tablette. La RAND testa une multitude de dispositifs pour tâcher de reconnaître les caractères manuscrits et les mouvements du stylet : ainsi la méthode du flowchart based Graphic Input Language (GRAIL) de Tom Ellis. La tablette RAND est l'un des premiers périphériques capable de reconnaître l'écriture manuscrite. Baptisée Grafacon, elle est considérée comme l'une des premières tablettes graphiques jamais produites en série. La version originale était vendue pour 18 000 $. Après des années de développement, elle fut proposée aux laboratoires de recherche à partir de 1964 ; ce fut toutefois un échec commercial, à cause des habitudes prises par les ingénieurs et chercheurs, déjà familiers du clavier QWERTY, et du manque d'applications.

## Quelques membres ou collaborateurs notables (présents ou passés)
- Paul Baran
- Richard Bellman
- Jean-Louis Bruguière
- Frank Carlucci
- Samuel Cohen
- George Dantzig
- Daniel Ellsberg
- Francis Fukuyama
- Horace Rowan Gaither, fondateur et président de RAND Corporation jusqu'en 1959
- Jean-Louis Gergorin
- Robert E. Hunter
- Bertrand de Jouvenel[13]
- Herman Kahn[14]
- Zalmay Khalilzad
- Pascal Lamy (RAND Europe)
- Lewis « Scooter » Libby[15]
- Constantin Melnik[16]
- Walter Mondale
- John Forbes Nash
- Paul O'Neill (ancien président)
- Condoleezza Rice
- Donald Rumsfeld (ancien président 1981-1986)
- Thomas Schelling[17]
- Bruno Tertrais
- John von Neumann
- Albert Wohlstetter